# دوآمل، کبک
دوآمل (به فرانسوی: Duhamel) شهری در منطقه شهری پاپینو ناحیه اوتاوه در استان کبک کانادا است. در سرشماری سال ۲۰۱۱ این شهر ۳۶۱ نفر جمعیت داشته‌است و مساحت آن ۴۴۹٫۴۵ کیلومتر مربع است.